# Phineas I. Godwinn
Dennis Knight (Orlando, 26 dicembre 1968) è un ex wrestler statunitense.
È noto per le sue apparizioni in World Wrestling Federation dove lottava con i ring name di Phineas I. Godwinn e Mideon.

## Carriera

### United States Wrestling Association (1989-1992)
Mentre lavorava a Clearwater, in Florida, nel 1989, Knight viene notato da Steve Keirn che lo introduce nel mondo del wrestling. Debutta nello stesso anno usando il ring name di Slazenger. Firmò poi per la United States Wrestling Association, dove assunse la gimmick di Leatherface. Ebbe una faida con Jerry Lawler e successivamente incontrò quello che poi diventerà il suo compagno di coppia, ovvero "Master Blaster" Mark Canterbury.

### World Championship Wrestling (1992-1994)
Slazenger viene poi ingaggiato dalla World Championship Wrestling insieme a Canterbury. Rimangono nella federazione fino al 1994, senza ottenere grandi successi.

### Breve ritorno in USWA e WWF (1994-2000)
Dopo aver lasciato la WCW, Canterbury firma con la World Wrestling Federation mente Slazinger ritorna nella USWA. In questo breve periodo, conquista per due volte l'USWA Southern Heavyweight Championship sconfiggendo Brian Christopher in entrambe le occasioni.
Nel 1996, Knight firma un contratto con la WWF e si riunisce a Canterbury. Qui assume il ring name di Phineas I. Godwinn mentre Canterbury prese quello di Henry O. Godwinn e i due formavano il tag team dei Godwinns che, secondo la storyline, erano fratelli contadini. I due avevano come manager Cletus Godwinn, Hillbilly Jim e Sunny e conquistarono per due volte i WWF Tag Team Championship. Nel 1997, durante un match contro i Legion of Doom, Canterbury si infortunò ad una vertebra. I dottori gli dettero quindici settimane per riprendersi, ma egli ritornò solo dopo otto settimane. Successivamente, ci fu bisogno di un intervento chirurgico che lo spinse a ritirarsi nel 1997, lasciando Knight senza un partner. Sul finire del 1998 Knight ritornò in WWF con il suo vero nome e si unisce ai Ministry of Darkness, una stable heel capeggiata da The Undertaker. Qui assunse il nome di Mideon e la stable ebbe una faida con Steve Austin durante la quale Mideon fece più volte squadra con Viscera. Successivamente, Knight "vinse" il WWF European Championship trovandolo nella borsa di Shane McMahon dopo che quest'ultimo l'aveva ritirato. Perse il titolo contro D'Lo Brown il 25 luglio 1999. Successivamente, apparse come imitatore di Mankind facendo coppia con Ivory in alcuni match di coppia misti a WWE Heat. Nel 2000, ritornò come Naked Mideon. A WWE No Mercy 2000, tentò di riconquistare l'European Championship ma venne sconfitto da William Regal. Successivamente, combatté qualche dark match usando il suo ex ring name di Tex Slazenger ma successivamente venne svincolato dalla WWF. A WWE Armageddon 2000, tuttavia, intervenne nel match fra Chris Jericho e Kane nonostante il licenziamento di due mesi prima.

### Dopo la WWF (2000-2006)
Dopo essere stato svincolato, Knight fece ritorno a Tampa, lavorando come allenatore nella palestra di wrestling di Steve Keirn. Nel frattempo, prendeva parte anche ad alcuni show delle federazioni indipendenti. Knight apparve anche a TNA Destination X 2005, il 13 marzo, interferendo nel match fra Monty Brown e Trytan. Durante il match, le luci si spensero e Trytan scomparve dal ring. Una volta che le luci furono riaccese, un mascherato Knight colpì Brown schienandolo. La TNA non ha mai rivelato chi c'era dietro quella maschera. Nel marzo 2006, lottò vari dark match per la World Wrestling Entertainment.

## Personaggio

### Mosse finali
- Slop Drop (Inverted DDT)
- Hangman's neckbreaker

### Manager
- Paul Bearer
- Butterbean
- Hillbilly Jim
- Tennessee Lee
- Ron Slinker
- Sunny
- Tojo Yamamoto
- Vanessa Harding

## Titoli e riconoscimenti
Championship Wrestling from Florida
- CWF Tag Team Championship (1 - con Jumbo Baretta)

Independent Professional Wrestling
- IPW Hardcore Championship (1)

Future Stars of Pro Wrestling
- FSPW Hardcore Championship (1)

United States Wrestling Association
- USWA Heavyweight Championship (2)

World Wrestling Federation
- WWF European Championship (1)
- WWF World Tag Team Championship (2 - con Henry O. Godwinn)

Wrestling Observer Newsletter awards
- Worst Tag Team (1996, 1997) - con Henry O. Godwinn
- Worst Tag Team (1999) - con Viscera